# Концерт на скотном дворе (мультфильм, 1930)
Концерт на скотном дворе (англ. The Barnyard Concert) — чёрно-белая короткометражная музыкальная комедия, семнадцатый мультфильм с участием Микки Мауса. Премьера в США состоялась 3 марта 1930 года.

## Сюжет
Оркестр скотного двора во главе дирижёра Микки репетируют, играя увентюру Франца фон Зуппе «Poet and Peasant». В ходе репетиции они сталкиваются с разными забавными случаями. Когда репетиция приходит к концу, корова Кларабель Кау бьёт своим хвостом в Микки, тот злится и завязывает её хвост к ведру с водой. В конце, когда пришло время финального ритма, корова поднимает ведро и бьёт им Микки. Весь промокший Микки расстраивается.

## Участники оркестра
- Микки Маус (дирижёр)
- Кларабель Кау (флейта)
- Козёл Гидеон (скрипка)
- Кот Нипп (тромбон)
- Гораций Хорсоколлар (ударные)
- Поросёнок Питер (труба)
- Безымянный щенок (кларнет)
- Безымянный пёс (туба)

## Награды
Микки Маус получил звезду на аллее славы в Голливуде.